# Eugen Alimănescu
Eugen Alimănescu (n. 26 iulie 1916 - d. 1958)  a fost un comisar de poliție, ulterior maior de miliție din România.

## Biografie
Eugen Alimănescu s-a născut la 26 iulie 1916 la Slatina, Regiunea Argeș. Studii: 4 clase primare, urmate de 3 clase - Școala Normală "Preda Buzescu" din Slatina. După o perioadă în care este muncitor necalificat la pepiniera Drăgășani (1931-1934), urmează un curs de contabilitate la Orșova (Severin). În perioada 1936-1937 este funcționar la Institutul Cooperației din București. Este încorporat și trimis pe frontul de Est în timpul celui de-Al Doilea Război Mondial unde funcționează ca telegrafist. Decorat cu "Virtutea Militară", cl. III pentru că a menținut o legătură telefonică între două unități combatante. Devine membru PCR în anul 1945 și este angajat în Poliție ca informator, avansat în foarte scurtă vreme la gradul de comisar.
A fost angajat la Prefectura Poliției Capitalei, în calitate de comisar-șef la Brigada 4, care se ocupa de combaterea bandelor înarmate. A devenit renumit la conducerea brigăzii sale formate din 22 de tineri justițiari, aleși chiar de comisar și antrenați pentru a interveni în cele mai periculoase situații.
Alimănescu era recunoscut pentru faptul că nu lua „ostatici”, ci îi provoca pe bandiți să scoată pistolul pentru a-i putea lichida în legitimă apărare.
Corupția atinsese cote inimaginabile, timidele tentative ale poliției de a prinde unii dintre criminali finalizându-se rapid cu eliberarea acestora sub pretexte care mai de care mai ridicole.
În schimbul unor sume de bani, a unor bunuri sau favoruri, avocații, judecătorii, procurorii, medicii sau polițiștii făceau scăpat aproape orice răufăcător.
Soluția aleasă de Alimănescu a fost exterminarea crimei și a criminalilor.
Cel mai celebru caz rezolvat de Alimănescu a fost spargerea de la BNR Brașov, în care Voinescu și Cairo, apropiați ai ministrului de interne Teohari Georgescu, au jefuit, ca în filme, sediul băncii și au furat un milion de dolari și 300 de cocoșei de aur.
Eugen Alimănescu alături de comisarul-șef Gheorghe Cambrea, cel cu care a lucrat împreună la cele mai renumite cazuri ale vremii, au fost sursele de inspirație ale personajului Miclovan din filmele lui Sergiu Nicolaescu.
Eugen Alimănescu devine maior de Miliție și este utilizat alături de Securitate în acțiunile de anihilare ale rezistenței anticomuniste din munți. Se remarcă prin cruzime și utilizarea torturii în cazul grupului Arnăuțoiu. Matilda Jubleanu este torturată pentru a spune unde sunt ascunși părinții și fratele ei. De asemenea, fostul comisar, ajuns maior participă la arestări politice, cum a fost cazul lui Gherman Pântea. O sumară descriere a carierei lui Eugen Alimănescu, în calitate de membru al organelor represive din România comunistă este dată de Cicerone Ionițoiu în lucrarea sa, "Morminte fără cruce":
"Canalul Morții trebuia săpat, și erau și alte lucrări în perspectivă, o dată ce problema mâinii de lucru nu se mai punea: rezervele erau suficiente.
Printre deținuții politici de aici se găsea și un criminal, Alimănescu. Fusese adus de la lagărul Midia dintre cei de drept comun, care voiau să-l linșeze. După ce omorâse sute de borfași cu care operase ani de zile, intrase în securitate. A participat alături de trupele Ministerului de Interne la lichidarea mișcării de rezistență, la început în Banat, împotriva colonelului Uță, apoi în Făgăraș. Dar nu a apucat s-o lichideze, pentru că a fost arestat. De la Ocnele Mari a ajuns la Midia, de unde a fost salvat de administrație din mâinile colegilor de drept comun și adus la Kilometrul 4, lângă Cernavodă."
În vara anului 1949, într-o ședință la cel mai înalt nivel din cadrul Ministerului de Interne, la care au participat ministrul Teohari Georgescu, ministrul adjunct Marin Jianu, directorul Securității, Gheorghe Pintilie și adjunctul său, Alexandru Nicolschi, s-a luat decizia ca toți cei care făcuseră parte din grupurile de rezistență anticomunistă și care fuseseră condamnați la peste 15 ani de închisoare să fie și ei executați extrajudiciar, în condiții cât mai discrete. Eugen Alimănescu a fost desemnat să ducă la îndeplinire aceste execuții extrajudiciare pe care le-a dus la îndeplinire de-a lungul anului 1950: 6 membri ai grupului Spiru Blănaru, 13 din grupul maiorului Nicolae Dabija, și peste 30 de membri ai rezistenței dobrogene, închiși la Gherla, Aiud și Pitești. 
Alimănescu, în realitate un fost interlop, este arestat pentru fraudă în gestiunea banilor folosiți pentru recrutarea informatorilor și este închis la Canal, ca infractor de drept comun. Eliberat după doi ani, ajunge gestionar al unui debit de tutun în zona Pieței Dorobanți din București. Este arestat din nou, pentru nereguli în gestiune și dispare definitiv, în circumstanțe necunoscute. În 1952 este menționat ca fiind deținut la Canal. Pe 26 decembrie 1951 s-a clasat dosarul, iar actul de deces este datat 1958.